# 2003年9月中国大陆

## 9月1日
- 中央军委主席江泽民在出席国防科学技术大学50周年庆典活动时郑重宣告，中国共产党中央委员会、中央军委决定，在“九五”期间裁减军队员额50万的基础上，2005年前军队再裁减员额20万[1][2][3]。